# Antonio López Gómez
Antonio López Gómez (Madrid, 1923 - Madrid, 2001) fue un reputado geógrafo español y académico de la Real Academia de Historia. Dedicó su vida a la investigación y a la docencia, siendo profesor en las universidades de Valencia, y de la Universidad Autónoma de Madrid, así como secretario general del Instituto Juan Sebastián Elcano. Fue discípulo de Manuel de Terán Álvarez. Se especializó en el estudio del clima y sus consecuencias en la geografía agraria. También realizó numerosos estudios de la geografía valenciana y sobre las aportaciones de importantes geógrafos y topógrafos históricos españoles para la geografía de ese país. Escribió numerosos libros como Geografía de las tierras valencianas o Atlas de bachillerato Aguilar, así como numerosos artículos en la revista Estudios Geográficos.